# Дудкин, Сергей Дмитриевич
Сергей Дмитриевич Дудкин (при рождении Дудкин-Грипенберг; укр. Сергій Дмитрович Дудкін; 7 октября 1930, Ленинград — 7 марта 2014, Запорожье) — российский и украинский дирижёр. Заслуженный деятель искусств Украинской ССР (1976).

## Биография
По материнской линии происходил из шведского дворянского рода Грипенбергов, правнук поступившего на русскую службу Карла Августа Эдуарда Грипенберга (1813—1879), полковника артиллерии, затем государственного и банковского служащего. Вырос в Ленинграде, в годы Второй мировой войны в эвакуации с семьёй в Челябинске. Окончил Пятую мужскую среднюю школу в Ленинграде (1948). В 1952—1957 гг. учился в Ленинградской консерватории в классе дирижирования Николая Рабиновича (в 1969 году окончил также аспирантуру под руководством Евгения Мравинского). На дипломном концерте выступал вместе с Эдуардом Хилем: дирижировал оркестром при исполнении певцом арий из оперы Вольфганга Амадея Моцарта «Свадьба Фигаро».
В 1955—1958 гг. выступал как пианист. В 1958—1962 гг. дирижёр Днепропетровской филармонии, где работал под руководством Соломона Фельдмана. В 1962 году по приглашению Фельдмана, возглавившего симфонический оркестр Куйбышевской филармонии, занял место второго дирижёра в этом коллективе. После ухода Фельдмана в 1965—1971 гг. главный дирижёр оркестра; впервые в городе исполнил Третью симфонию и Поэму экстаза Александра Скрябина, Шестую и Четырнадцатую симфонии Дмитрия Шостаковича, «Кармен-сюиту» Родиона Щедрина, произведения Франсиса Пуленка, Джордже Энеску, Белы Бартока, Золтана Кодая. В 1969 году дирижировал в Большом зале Ленинградской филармонии в цикле «Дебюты молодых дирижёров». В том же году дирижировал в Куйбышеве премьерой Сонаты для скрипки, клавесина и струнного оркестра Альфреда Шнитке (солист Марк Лубоцкий).
В 1971—1985 гг. возглавлял симфонический оркестр Запорожской филармонии. В репертуар Дудкина-дирижёра входили, помимо мировой классики, многочисленные сочинения украинских композиторов: Льва Ревуцкого, Бориса Лятошинского, Андрея Штогаренко, Мирослава Скорика, Евгения Станкевича, Игоря Шамо, Ивана Карабица и других.
В 1985—1987 гг. дирижёр Союзконцерта, гастролировал по всему Советскому Союзу. После 1987 года преподавал в Запорожском музыкальном училище имени П. И. Майбороды, ввёл преподавание симфонического дирижирования как вторую специальность для исполнителей на струнных инструментах.